# Sergej Kovaljov
Sergej Aleksandrovitj Kovaljov (russisk: Сергей Александрович Ковалёв, tr. Sergej Aleksandrovitj Kovaljov; født 2. april 1983 i Tjeljabinsk i Sovjetunionen, er en russisk bokser. Han er verdensmester i letsværvægt hos WBA, WBO- og IBF. Hans promoterfirma er Main Events og hans træner John David Jackson. Kovaljov har mindeværdige sejrer over tidligere letsværvægt-verdensmestre Gabriel Campillo, Nathan Cleverly, Bernard Hopkins og Jean Pascal. Han blev kåret som Årets bokser i Ring Magazine i 2014.

## Amatør karriere
Kovaljov startede boksning i 1994 i en alder af 11 år, og gjorde sin amatør debut i 1997 i det russiske Boxing Junior Championship, hvor han vandt guldmedalje i mellemvægt junior-klassen.
Efter en kamp mod den asiatiske WBC-titel i letsværvægt i Jekaterinburg i december 2011 døde Kovaljovs modstander Roman Simakov efter et knockout. Simakov blev direkte ført til hospitalet og blev omgående opereret men havnede i koma og sov ind.